# Allium columbianum
Allium columbianum es una especie de planta bulbosa del género Allium, perteneciente a la familia de las amarilidáceas, del orden de las Asparagales. Originaria de América del Norte.

## Descripción
Allium columbiana tiene 1-5 bulbos, no agrupados, con rizomas robustos,  ovoides, de 1-1.5 × 0.8-1.4 cm; capas externas del bulbo, pardas o grisáceas, membranosas, las vainas no se extienden muy por encima de la superficie del suelo, la lámina es sólida y plana, en términos generales canalizada, ± falcada, de 10-35 cm x (2 -) 5-8 mm, los márgenes enteros. Escapos persistentes, solitarios, erectos, sólidos, proximal cilíndricos, ampliada a la inflorescencia, (10 -) 20-30 (-40) cm x 1,5-4 mm. Umbela persistente, erecta y compacta, con 25-50 de flores, hemisférica a globosa. Flores ± estrelladas, (6 -) 7-8 (-10) mm; con tépalos  de color rosa y púrpura con prominentes venas centrales verdes, estrechamente lanceoladas, ± iguales como de papel. El número cromosomático es de  2n = 14.

## Distribución y hábitat
Florece desde mayo hasta julio en suelos húmedos de invierno,  poco profundos sobre afloramientos rocosos, o en prados húmedos a una altitud de 300 - 1100 metros,en Idaho, Montana y Washington.

## Taxonomía
Allium columbianum fue descrita por (Ownbey & Mingrone) P.M.Peterson, Annable & Rieseberg y publicado en Syst. Bot. 13: 211 (1988).
Etimología
Allium: nombre genérico muy antiguo. Las plantas de este género eran conocidos tanto por los romanos como por los griegos. Sin embargo, parece que el término tiene un origen celta y significa "quemar", en referencia al fuerte olor acre de la planta. Uno de los primeros en utilizar este nombre para fines botánicos fue el naturalista francés Joseph Pitton de Tournefort (1656-1708).
columbianum: epíteto geográfico que alude a su localización en el oeste de los Estados Unidos.
Sinonimia
- Allium douglasii var. columbianum Ownbey & Mingrone[7]